# Saint-Ail
Saint-Ail est une commune française située dans le département de Meurthe-et-Moselle en région Grand Est. Elle appartient à l'unité urbaine de Jœuf.

## Géographie
|           |                    | Sainte-Marie-aux-Chênes Moselle |
| Batilly   | Saint-Ail          |                                 |
| Jouaville | Vernéville Moselle | Amanvillers Moselle             |

### Hydrographie

#### Réseau hydrographique
La commune est dans le bassin versant du Rhin au sein du bassin Rhin-Meuse. Elle est drainée par le ruisseau de Ste-Marie et le ruisseau la Mance,.

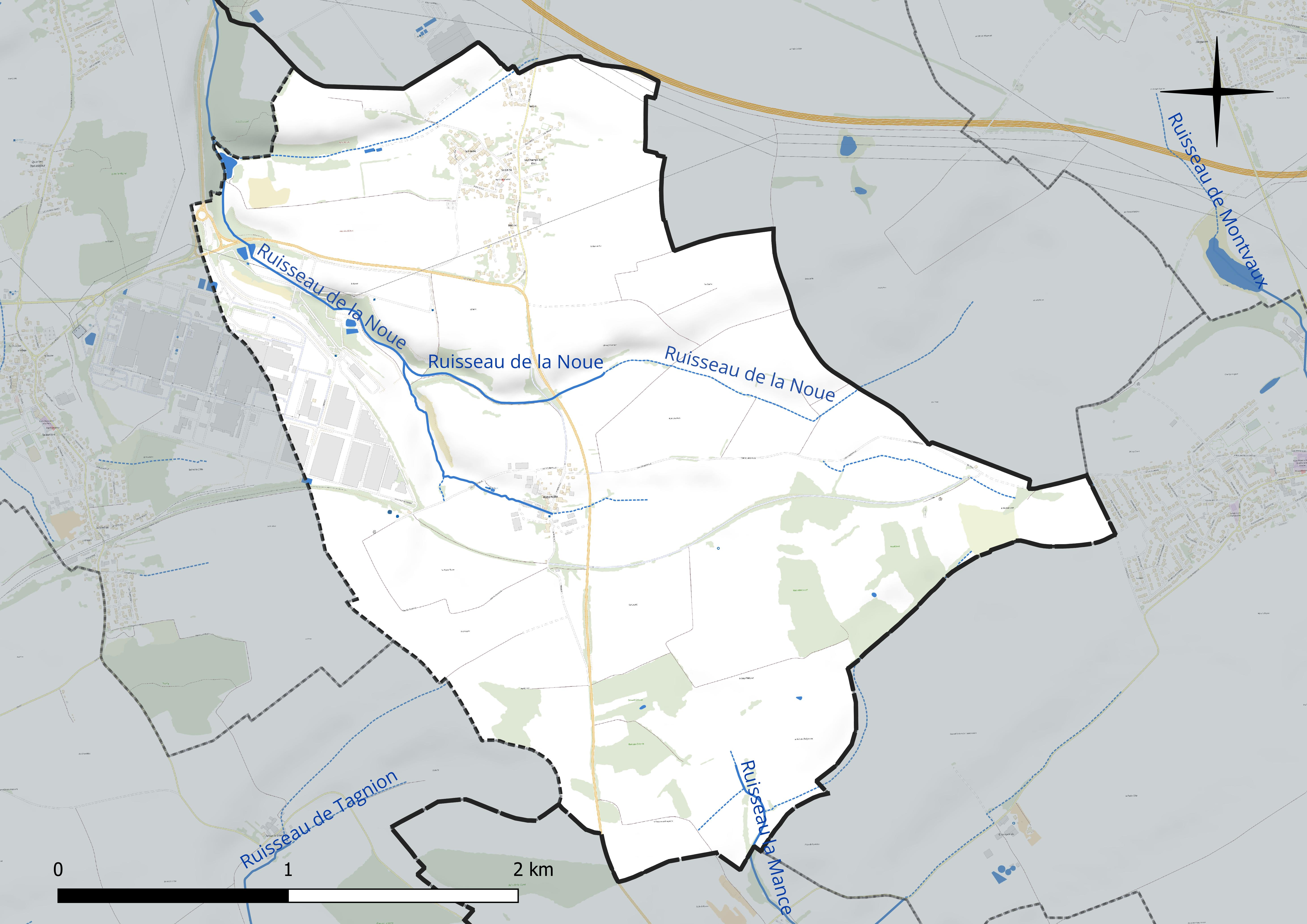
Réseau hydrographique de Saint-Ail.

#### Gestion et qualité des eaux
Le territoire communal est couvert par le schéma d'aménagement et de gestion des eaux (SAGE) « Bassin ferrifère ». Ce document de planification concerne le périmètre des anciennes galeries des mines de fer, des aquifères et des bassins versants hydrographiques associés qui s’étend sur 2 418 km2. Les bassins versants concernés sont celui de la Chiers en amont de la confluence avec l'Othain, et ses affluents (la Crusnes, la Pienne, l'Othain), celui de l'Orne et ses affluents et celui de la Fensch, le Veymerange, la Kiesel et les parties françaises du bassin versant de l'Alzette et de ses affluents (Kaylbach, ruisseau de Volmerange). Il a été approuvé le 27 mars 2015. La structure porteuse de l'élaboration et de la mise en œuvre est la région Grand Est. 
La qualité des cours d’eau peut être consultée sur un site dédié géré par les agences de l’eau et l’Agence française pour la biodiversité. 

### Climat
Pour des articles plus généraux, voir Climat du Grand Est et Climat de Meurthe-et-Moselle.
En 2010, le climat de la commune est de type climat de montagne, selon une étude du Centre national de la recherche scientifique s'appuyant sur une série de données couvrant la période 1971-2000. En 2020, Météo-France publie une typologie des climats de la France métropolitaine dans laquelle la commune est exposée à un climat semi-continental et est dans la région climatique  Lorraine, plateau de Langres, Morvan, caractérisée par un hiver rude (1,5 °C), des vents modérés et des brouillards fréquents en automne et hiver. 
Pour la période 1971-2000, la température annuelle moyenne est de 9,4 °C, avec une amplitude thermique annuelle de 16,8 °C. Le cumul annuel moyen de précipitations est de 834 mm, avec 12,8 jours de précipitations en janvier et 9,1 jours en juillet. Pour la période 1991-2020, la température moyenne annuelle observée sur la station météorologique de Météo-France la plus proche, « Doncourt-lès-Conflans », sur la commune de Doncourt-lès-Conflans à 6 km à vol d'oiseau, est de 10,7 °C et le cumul annuel moyen de précipitations est de 710,3 mm. 
La température maximale relevée sur cette station est de 40,9 °C, atteinte le 25 juillet 2019 ; la température minimale est de −16,5 °C, atteinte le 26 décembre 2010,,. 
Les paramètres climatiques de la commune ont été estimés pour le milieu du siècle (2041-2070) selon différents scénarios d'émission de gaz à effet de serre à partir des nouvelles projections climatiques de référence DRIAS-2020. Ils sont consultables sur un site dédié publié par Météo-France en novembre 2022.

## Urbanisme

### Typologie
Au 1er janvier 2024, Saint-Ail est catégorisée petite ville, selon la nouvelle grille communale de densité à sept niveaux définie par l'Insee en 2022.
Elle appartient à l'unité urbaine de Jœuf, une agglomération inter-départementale regroupant six  communes, dont elle est une commune de la banlieue,,. Par ailleurs la commune fait partie de l'aire d'attraction de Metz, dont elle est une commune de la couronne,. Cette aire, qui regroupe 245 communes, est catégorisée dans les aires de 200 000 à moins de 700 000 habitants,.

### Occupation des sols
L'occupation des sols de la commune, telle qu'elle ressort de la base de données européenne d’occupation biophysique des sols Corine Land Cover (CLC), est marquée par l'importance des territoires agricoles (87,2 % en 2018), en diminution par rapport à 1990 (92,2 %). La répartition détaillée en 2018 est la suivante : 
terres arables (51,4 %), prairies (20,9 %), zones agricoles hétérogènes (14,9 %), zones industrielles ou commerciales et réseaux de communication (9,1 %), zones urbanisées (3,6 %). L'évolution de l’occupation des sols de la commune et de ses infrastructures peut être observée sur les différentes représentations cartographiques du territoire : la carte de Cassini (XVIIIe siècle), la carte d'état-major (1820-1866) et les cartes ou photos aériennes de l'IGN pour la période actuelle (1950 à aujourd'hui).

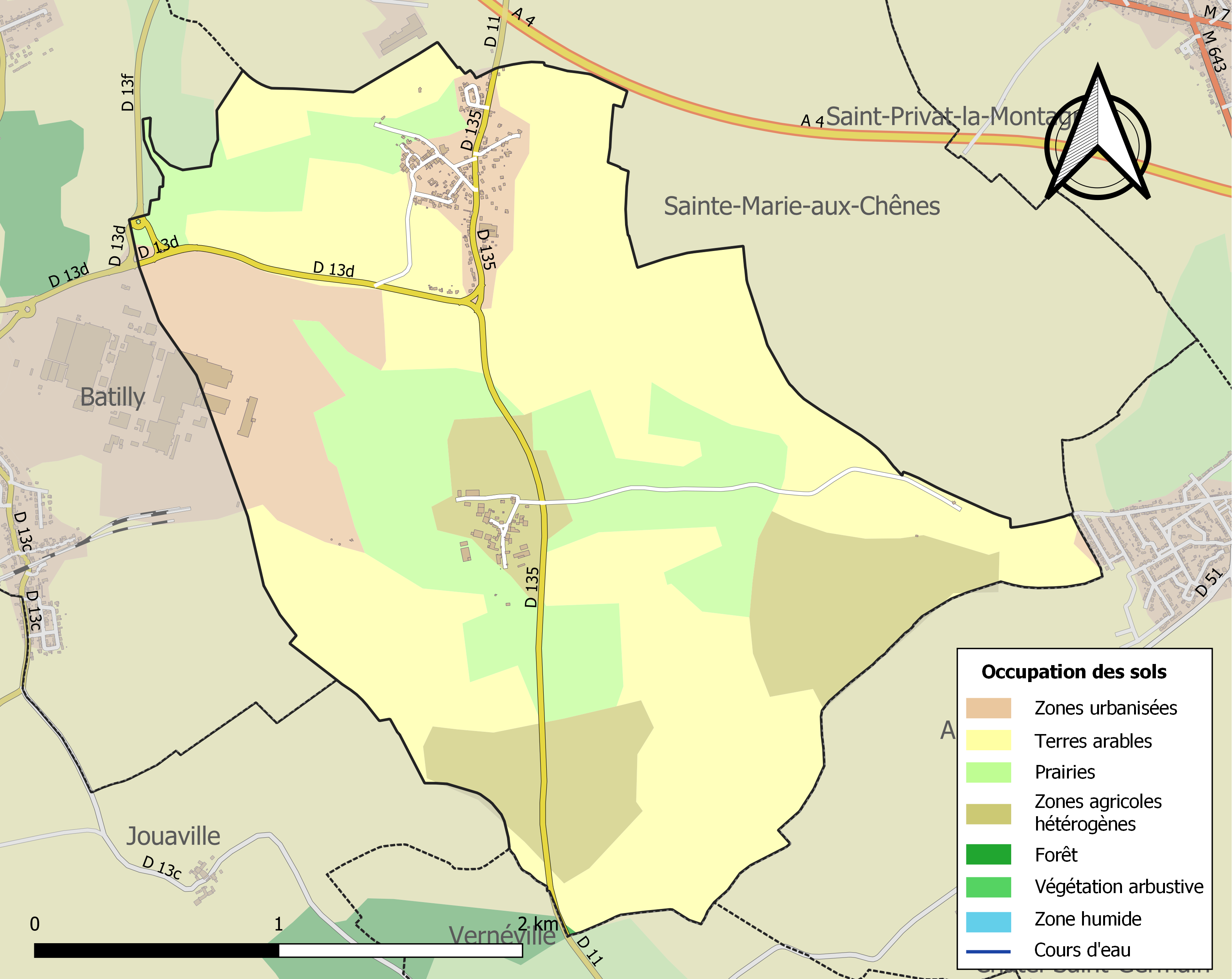
Carte des infrastructures et de l'occupation des sols de la commune en 2018 (CLC).

## Toponymie
Le nom de la localité est attesté sous les formes Saintaille (1404) ; Sainctaille (1489) ; Sanctus Stephanus in monte, de monte Saintaille, domnus Stephanus (1544) ; Saincte Taille (1571) ; Saint-Tailly (XVIIe siècle) ; Sentille (XVIIe siècle) ; Saintaille (1731) ; Saint-Stail (1756).

Saint-Ail est un hagiotoponyme qui fait référence au martyr Étienne, de l'oïl saint et du nom de Saint Stephanus, qui est devenu Esteine, puis Esteile, formes attestées ; Saint Esteile a été compris *Saintes teile, *Sainte teile, puis, par surpression d'une syllabe -te-, *Sainteile, écrit Saintaille, masculinisé en Saint Ail.

## Histoire
Commune indépendante jusqu'en 1809, Habonville est depuis cette date rattachée à la commune de Saint-Ail.
- En 1817, Saint-Ail, village de l'ancienne province du Barrois avait pour annexe le village de Habonville. À cette époque il y avait 161 habitants répartis dans 21 maisons.
- En 1817, Habonville, village de l'ancienne province du Barrois. À cette époque il y avait 76 habitants répartis dans 17 maisons.

## Politique et administration

### Liste des maires
| Période                                  | Période                   | Identité                                  | Étiquette | Qualité                  |
| ---------------------------------------- | ------------------------- | ----------------------------------------- | --------- | ------------------------ |
| Les données manquantes sont à compléter. |                           |                                           |           |                          |
|                                          |                           | Roger Breck                               |           | Exploitant agricole      |
| mars 2001                                | En cours (au 25 mai 2020) | Daniel Nez Réélu pour le mandat 2020-2026 |           | Transporteur d'explosifs |

## Population et société

### Démographie
L'évolution du nombre d'habitants est connue à travers les recensements de la population effectués dans la commune depuis 1793. Pour les communes de moins de 10 000 habitants, une enquête de recensement portant sur toute la population est réalisée tous les cinq ans, les populations de référence des années intermédiaires étant quant à elles estimées par interpolation ou extrapolation. Pour la commune, le premier recensement exhaustif entrant dans le cadre du nouveau dispositif a été réalisé en 2008.

En 2022, la commune comptait 438 habitants, en évolution de +0,23 % par rapport à 2016 (Meurthe-et-Moselle : −0,13 %, France hors Mayotte : +2,11 %).
| 1793 | 1800 | 1806 | 1821 | 1836 | 1841 | 1861 | 1866 | 1872 |
| ---- | ---- | ---- | ---- | ---- | ---- | ---- | ---- | ---- |
| 99   | 96   | 98   | 147  | 159  | 162  | 137  | 132  | 128  |

| 1876 | 1881 | 1886 | 1891 | 1896 | 1901 | 1906 | 1911 | 1921 |
| ---- | ---- | ---- | ---- | ---- | ---- | ---- | ---- | ---- |
| 157  | 159  | 165  | 140  | 138  | 180  | 217  | 217  | 163  |

| 1926 | 1931 | 1936 | 1946 | 1954 | 1962 | 1968 | 1975 | 1982 |
| ---- | ---- | ---- | ---- | ---- | ---- | ---- | ---- | ---- |
| 180  | 196  | 207  | 197  | 200  | 223  | 208  | 198  | 233  |

| 1990 | 1999 | 2006 | 2008 | 2013 | 2018 | 2022 | - | - |
| ---- | ---- | ---- | ---- | ---- | ---- | ---- | - | - |
| 315  | 328  | 323  | 328  | 435  | 410  | 438  | - | - |

## Culture locale et patrimoine

### Lieux et monuments
- Monument commémoratif de 1870.
- Église Saint-Étienne : nef XVIIIe avec vestiges romans, chœur roman, tour XVIe remaniée XIXe.

### Personnalités liées à la commune
- André Schock (1914-1973), homme politique né à Saint-Ail, déporté résistant des Forces Françaises Combattantes, Compagnon de la Libération.

### Héraldique
| Blason de Saint-Ail | Blason  | D'azur à deux bars adossés d'or accompagnés en chef, d'un besant d'or, à dextre et à senestre, de deux cailloux du même et en pointe d'une gerbe de blé aussi d'or ; un engrenage de sable brochant sur le tout. |
| Blason de Saint-Ail | Détails | Le statut officiel du blason reste à déterminer. |